# ISO 3166-2:TP
ISO 3166-2:TP was een ISO-standaard met betrekking tot de zogenaamde geocodes. Het was een subset van de ISO 3166-2 tabel, die specifiek betrekking had op Oost-Timor. 
De code werd in 2011 door het ISO 3166 Maintenance Agency geschrapt bij middel van een nieuwsbrief en het gebied kreeg bijgevolg als code: ISO 3166-3:TPTL (voormalige inschrijvingen). 
Toen Oost-Timor op 20 mei 2002 onafhankelijk werd, veranderde men de afkorting TP (van Timor Português). Het gebied werd opnieuw ingeschreven onder: Oost-Timor (ISO 3166-2:TL). 